# Llewellyn Ivor Price
Llewellyn Ivor Price (Santa Maria, 9 de outubro de 1905 — Rio de Janeiro, 9 de junho de 1980) foi um paleontólogo brasileiro, considerado um dos pioneiros da paleontologia no Brasil.

## Biografia
Price nasceu em Santa Maria, no estado do Rio Grande do Sul, filho de missionários metodistas norte-americanos. Seus pais viveram na cidade até 1916, quando retornaram aos Estados Unidos, onde Price, estudou geologia pela Universidade de Oklahoma.

## Carreira
Em 1930, iniciou sua carreira acadêmica na Universidade de Oklahoma como assistente da cátedra de paleontologia. Durante sua pós-graduação, foi orientado por Alfred Sherwood Romer (1894–1973), notável paleontólogo norte-americano especializado no estudo de vertebrados. Juntos, publicaram diversos artigos científicos e colaboraram na Universidade de Chicago, em 1932, e posteriormente na Universidade Harvard, em 1934, onde se dedicaram à zoologia comparada. Ainda em Harvard, atuou como pesquisador assistente até 1944. Entre os anos de 1940 e 1942, trabalhou como pesquisador associado do Instituto Carnegie.
Ao longo de sua carreira, publicou mais de 50 trabalhos no Brasil nas áreas de paleontologia e estratigrafia, antes de se aposentar aos 70 anos. Além das ciências, foi um talentoso ilustrador, conhecido por produzir detalhadas ilustrações científicas que enriqueceram seus artigos. Em 1957, participou da fundação da Sociedade Brasileira de Paleontologia, ao lado de outros pioneiros da área. Seu trabalho incluiu o estudo de répteis, anfíbios, mamíferos e peixes.
Price foi o responsável pela coleta do Staurikossaurus, o primeiro dinossauro encontrado em território brasileiro. Outras de suas principais descobertas incluem o Peirosaurus e o Baurusuchus, datadas à era Mesozoica. Essas descobertas impulsionaram o desenvolvimento de linhas de pesquisa voltadas para o estudo de registros pré-históricos de animais no Brasil, e ampliaram o alcance da paleontologia brasileira com conteúdos inéditos para o entendimento do setor em outras pesquisas.

## Expedições no Rio Grande do Sul
Entre 1936 e 1937, retornou brevemente ao Brasil, liderando uma expedição paleontológica na região de Santa Maria, organizada pela Universidade de Harvard. Durante esse período, recebeu o convite do diretor da Diretoria de Geologia e Recursos Minerais (DGM) para promover e desenvolver pesquisas sobre paleontologia de vertebrados no território brasileiro, o que possibilitou iniciativas com expressivo financiamento de instituições norte-americanas no Brasil a partir de 1940. Em 1944, foi integrado ao corpo de paleontólogos do Departamento Nacional de Produção Mineral (DNMP).
Nas décadas de 1940 e 1950, coordenou expedições em sítios fossilíferos ao longo de uma faixa de 250 quilômetros, principalmente entre Candelária e São Pedro do Sul, incluindo a Quarta Colônia e Santa Maria. Durante essas expedições, coletou centenas de fósseis, com ênfase em tetrápodes triássicos, como arcosáurios e outros grupos de animais extintos da era Mesozoica. Em sua cidade natal, Santa Maria, conduziu investigações detalhadas, identificando e descrevendo vários táxons, como procolofonóides, dicinodontes, cinodontes, rincossauros e arcossauros. A partir dessas coletas, publicou artigos caracterizando as espécies encontradas, bem como as especificações geológicas e paleontológicas das regiões visitadas, o que contribuiu para a compreensão da fauna extinta do Triássico e suas implicações no estudo da evolução dos seres vivos, além de expandir o alcance internacional da paleontologia brasileira.

## Descobertas em Peirópolis
Em meados da década de 1940, Price foi o primeiro paleontólogo a estudar a região de Peirópolis, em Minas Gerais, onde permaneceu por mais de duas décadas, sendo responsável pela identificação e retirada dos primeiros fósseis de dinossauros e outras espécies extintas no território de Uberaba. Ao longo da década de 1950, registrou fósseis de saurópodos como o Baurutitan, e de crocodiliformes, como o Itasuchus, além de elaborar o primeiro mapa geológico da região, proporcionando maior compreensão do local.
Sua metodologia e precisão na preparação dos fósseis foram determinantes para o futuro paleontológico de Uberaba e Peirópolis. Segundo publicação no Relatório Anual do Diretor da DGM, Price detalhou a magnitude dos achados e a necessidade contínua de preservação e desmonte para a retirada de novos fósseis. O Centro de Pesquisas Paleontológicas Llewellyn Ivor Price, inaugurado na década de 1990, foi nomeado em sua homenagem.

## Morte
Faleceu em 9 de junho de 1980, na cidade do Rio de Janeiro, aos 75 anos, vítima de um ataque cardíaco. Foi casado com Maria da Glória Tavares Price, bibliotecária do DNPM, que o acompanhava em suas pesquisas.